# قرحة مكونة للدم
القرحة المكونة للدم (بالإنجليزية: Hematopoietic ulcer)‏ هي التي تحدث في حالات فقر الدم المنجلي وفقر الدم الانحلالي الخلقي وكثرة الحمر الحقيقية والفرفرية قليلة الصفيحات ووجود الغلوبولين الكبروي بالدم ووجود الغلوبيولينات البردية في الدم.:847